# جوردان أبودو
جوردان أبودو (بالفرنسية: Jordan Aboudou) مواليد 30 يناير 1991 في كولومب، أو دو سين، هو لاعب كرة سلة فرنسي بدأ مسيرته الاحترافية في سنة 2009 يلعب مع فريق بي سي إم جرافيلين في الدوري الفرنسي لكرة السلة الدرجة الأولى ويحمل الرقم 23. يبلغ طوله 6 قدم 7 بوصة (2.0 م).

## فرق لعب لها
- إلان شالون
- بي سي إم جرافيلين

## روابط خارجية
- جوردان أبودو على موقع الدوري الأوروبي لكرة السلة (الإنجليزية)
- جوردان أبودو على موقع كرة السلة الأوروبية.كوم (الإنجليزية)
- جوردان أبودو على موقع ريلجم (الإنجليزية)
- جوردان أبودو على موقع بروبوليرز (الإنجليزية)
- جوردان أبودو على موقع سبورتس رفرنس (الإنجليزية)